# بوزکورت (قسطمونی)
بوزکورت (به ترکی استانبولی: Bozkurt) یک منطقهٔ مسکونی در ترکیه است که در استان قسطمونی واقع شده‌است. بوزکورت ۲۳۹ متر بالاتر از سطح دریا واقع شده‌است.